# Synyrias noctualis
Synyrias noctualis là một loài bướm đêm trong họ Noctuidae.